# 蒂娜·舒泰
蒂娜·舒泰（1988年11月7日—），斯洛文尼亚女子田径运动员，2022年世界室内田径锦标赛女子撑竿跳高铜牌得主、2022年欧洲田径锦标赛女子撑竿跳高铜牌得主、2023年欧洲运动会女子撑竿跳高银牌得主。